# Kansas City Chiefs 1996
La stagione 1996 dei Kansas City Chiefs è stata la 27ª nella National Football League e la 37ª complessiva. Dopo la devastante sconfitta nei playoff dell'anno precedente, la squadra scese da un record di 13-3 a uno di 9-7, finendo seconda nella AFC West. Malgrado l'essere stata pronosticata come futura vincitrice del Super Bowl XXXI da Sports Illustrated, la franchigia non si qualificò ai playoff per la prima volta dal 1989.

## Roster
| Roster dei Kansas City Chiefs nel 1995 |
| --- |
| Quarterback - 13 Steve Bono - 12 Rich Gannon - 15 Steve Matthews Running Back - 32 Marcus Allen - 38 Kimble Anders - 30 Donnell Bennett FB - 29 Greg Hill - 48 Todd McNair FB - 49 Tony Richardson FB Wide Receiver - 84 Joe Horn - 83 Danan Hughes - 18 Sean LaChapelle - 81 Chris Penn - 87 Tamarick Vanover Tight End - 89 Keith Cash - 85 Reggie Johnson - 82 Derrick Walker Offensive Linemen - 76 John Alt T - 69 Jeff Criswell T - 61 Tim Grunhard C - 74 Trezelle Jenkins T - 68 Will Shields G - 66 Ricky Siglar T - 65 Jeff Smith C - 79 Dave Szott G - 72 Danny Villa G Defensive Linemen - 71 Tom Barndt DT - 99 Vaughn Booker DE - 77 Pellom McDaniels DE - 75 Joe Phillips DT - 97 Dan Saleaumua DT - 90 Neil Smith DE - 94 Keith Traylor DT Linebacker - 50 Anthony Davis - 59 Donnie Edwards - 58 Derrick Thomas - 57 George Jamison - 51 Greg Manusky - 54 Tracy Simien Defensive Back - 44 Darren Anderson - 34 Dale Carter CB - 25 Mark Collins CB - 40 James Hasty CB - 41 Reggie Tongue SS - 29 Brian Washington SS - 21 Jerome Woods FS Special Team - 5 Louie Aguiar P - 10 Pete Stoyanovich K Lista delle riserve - 80 Lake Dawson WR (IR) - 22 J.J. Smith RB (IR) Squadra di allenamento - 62 David Barnard DT - 14 Terence Davis WR - 2 Michael Dritlein WR - 46 Luther Morris TE - 47 Michael Senters CB/WR |
| Legenda - I rookie sono in corsivo. - Il primo ruolo è il principale mentre gli eventuali successivi indicano i ruoli secondari. - (IR) sta per Injured Reserve ed indica la lista ristretta per un solo giocatore infortunato che può tornare ad allenarsi dopo la settimana 6 e a rientrare in prima squadra dopo che questa ha giocato 8 partite. - (NF-Inj.) / (NF-Ill.) stanno rispettivamente per Non-Football Injured e Non-Football Illness ed indicano le liste dove viene inserito un giocatore che ha un infortunio o una malattia non dipendente dal football americano. - (PUP) sta per Physically Unable to Perform ed indica la lista dove viene inserito un giocatore mentre è in attesa di recuperare la condizione fisica. Nella stagione regolare dopo la sesta partita giocata dalla propria squadra, il giocatore ha tempo tre settimane per riprendere ad allenarsi, più tre settimane aggiuntive dal suo rientro agli allenamenti per rientrare in prima squadra. |

## Calendario
| Stagione regolare |                    |                       |                    |                    |          |          |
| Turno             | Data               | Avversario            | Risultato          | Ora                | Ora (CT) | Pubblico |
| 1                 | 1º settembre 1996  | at Houston Oilers     | V 20–19            | NBC                | 12:00pm  | 27,725   |
| 2                 | 8 settembre 1996   | Oakland Raiders       | V 19–3             | NBC                | 12:00pm  | 79,281   |
| 3                 | 15 settembre 1996  | at Seattle Seahawks   | V 35–17            | NBC                | 3:00pm   | 39,790   |
| 4                 | 22 settembre 1996  | Denver Broncos        | V 17–14            | NBC                | 12:00pm  | 79,439   |
| 5                 | 29 settembre 1996  | at San Diego Chargers | S 22–19            | NBC                | 3:00pm   | 59,384   |
| 6                 | 7 ottobre 1996     | Pittsburgh Steelers   | S 17–7             | ABC                | 8:00pm   | 79,189   |
| 7                 | Settimana di pausa | Settimana di pausa    | Settimana di pausa | Settimana di pausa |          |          |
| 8                 | 17 ottobre 1996    | Seattle Seahawks      | V 34–16            | TNT                | 7:00pm   | 76,057   |
| 9                 | 27 ottobre 1996    | at Denver Broncos     | S 34–7             | NBC                | 3:00pm   | 75,652   |
| 10                | 3 novembre 1996    | at Minnesota Vikings  | V 21–6             | NBC                | 3:00pm   | 59,552   |
| 11                | 10 novembre 1996   | Green Bay Packers     | V 27–20            | FOX                | 12:00pm  | 79,281   |
| 12                | 17 novembre 1996   | Chicago Bears         | V 14–10            | FOX                | 12:00pm  | 76,762   |
| 13                | 24 novembre 1996   | San Diego Chargers    | S 28–14            | NBC                | 12:00pm  | 69,472   |
| 14                | 28 novembre 1996   | at Detroit Lions      | V 28–24            | NBC                | 11:30am  | 75,079   |
| 15                | 9 dicembre 1996    | at Oakland Raiders    | S 26–7             | ABC                | 8:00pm   | 57,082   |
| 16                | 15 dicembre 1996   | Indianapolis Colts    | S 24–19            | NBC                | 3:00pm   | 71,136   |
| 17                | 22 dicembre 1996   | at Buffalo Bills      | S 20–9             | NBC                | 12:00pm  | 68,671   |

## Classifiche
| AFC West           |    |   |   |      |     |     |     |
|                    | V  | S | P | %    | PF  | PS  | STR |
| (1) Denver Broncos | 13 | 3 | 0 | .813 | 391 | 275 | S1  |
| Kansas City Chiefs | 9  | 7 | 0 | .563 | 297 | 300 | S3  |
| San Diego Chargers | 8  | 8 | 0 | .500 | 310 | 376 | V1  |
| Oakland Raiders    | 7  | 9 | 0 | .438 | 340 | 293 | S2  |
| Seattle Seahawks   | 7  | 9 | 0 | .438 | 317 | 376 | V1  |